# Supraśl
Supraśl este un oraș în Polonia.

## Orașe înfrățite
- Zgierz, Polonia[1]